# Acanthurus triostegus
Полосатый хирург (лат. Acanthurus triostegus) — вид морских лучепёрых рыб семейства хирурговых.

## Описание
Максимальная длина тела 27 см, обычно до 17 см. Тело высокое, сжато с боков, умеренно овальное. Рот не выдвижной, маленький, расположен низко на голове. Зубы неподвижные, сильные, сидят близко друг к другу, лопатообразные с зазубренными краями. Спинной плавник непрерывный, без выемки, с 9 колючими и 22—26 мягкими лучами. В анальном плавнике 3 колючих и 19—22 мягких лучей. Грудные плавники с двумя колючими и 13 мягкими лучами. Хвостовой плавник полулунной формы. Острый ланцетовидный шип располагается на хвостовом стебле и спрятан в ямке, но способен выпрямляться. От других видов рода отличается меньшим количеством мягких лучей в плавниках и присущей этому виду окраской (5 узкими черными вертикальными полосами, первая из которых проходит через глаз; на хвостовом стебле сверху и снизу имеется по темному пятну).

## Биология

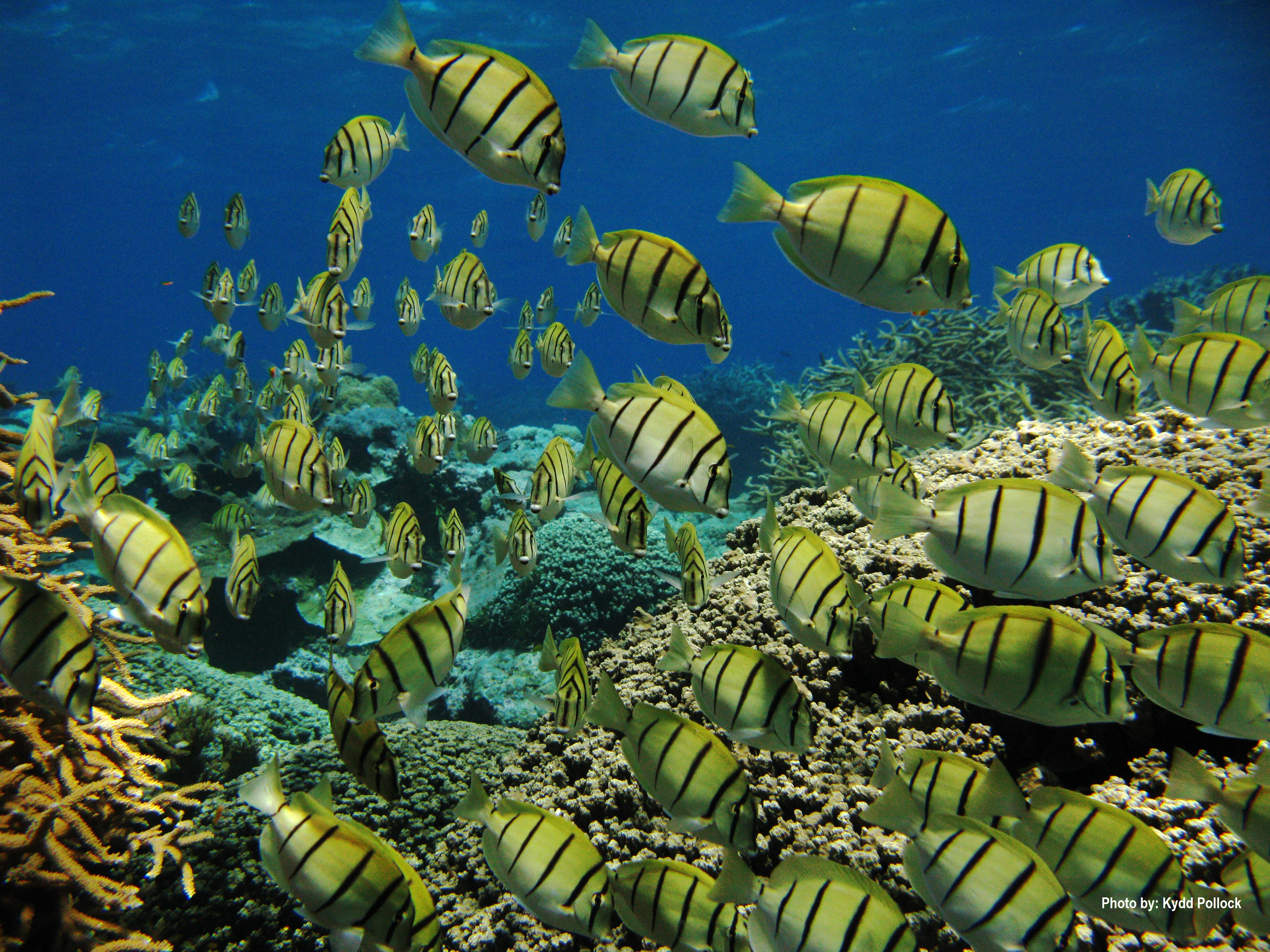
Стая рыб

Морские прибрежные рыбы. Преимущественно растительноядные рыбы, но иногда также питаются мелкими донными беспозвоночными.

## Ареал
Широко распространены в Индо-Тихоокеанской области. Японии, у Гавайских островов, острова Тайвань (Китай), Филиппинских островов, Меланезии, Полинезии, Австралии, Южной Африки.